# Orthotrichum tasmanicum
Orthotrichum tasmanicum är en bladmossart som beskrevs av J. D. Hooker och William M. Wilson 1848. Orthotrichum tasmanicum ingår i släktet hättemossor, och familjen Orthotrichaceae. Inga underarter finns listade i Catalogue of Life.